# Josef Novák (fotbalový brankář)
Josef Novák (* 29. ledna 1966) je bývalý český fotbalista, brankář.

## Fotbalová kariéra
Hrál za Teplice, Duklu Praha, SK Dynamo České Budějovice, FK Jablonec, Slováckou Slavii Uherské Hradiště a FK Baník Most. V československé a české lize nastoupil v 76 utkáních.

## Ligová bilance
| Ročník                                   | Zápasy | Góly | Klub                             |
| ---------------------------------------- | ------ | ---- | -------------------------------- |
| 1. československá fotbalová liga 1986/87 | 3      | 0    | Dukla Praha                      |
| 1. československá fotbalová liga 1987/88 | 5      | 0    | Dukla Praha                      |
| 1. československá fotbalová liga 1988/89 | 4      | 0    | Dukla Praha                      |
| 1. československá fotbalová liga 1989/90 | 21     | 0    | Dukla Praha                      |
| 1. československá fotbalová liga 1990/91 | 16     | 0    | Dukla Praha                      |
| 1. československá fotbalová liga 1991/92 | 8      | 0    | SK Dynamo České Budějovice       |
| 1. československá fotbalová liga 1992/93 | 8      | 0    | Dukla Praha                      |
| 1. česká fotbalová liga 1994/95          | 1      | 0    | FK Jablonec                      |
| 1. česká fotbalová liga 1995/96          | 10     | 0    | Slovácká Slavia Uherské Hradiště |
| CELKEM                                   | 76     | 0    |                                  |